# The Secret Value of Daydreaming
The Secret Value of Daydreaming é o segundo álbum do cantor e compositor Julian Lennon. Foi lançado em março de 1986 pela editora Virgin Records. "Stick Around" foi o single principal, que alcançou o top 40.
O álbum posicionou-se no número 32 no Billboard 200 e teve uma certificação de ouro por vendas superiores a 500 mil exemplares. 
O álbum foi reeditado em 8 de setembro de 2009 pela editora Noble Rot Records. 

## Faixas
- Todas as canções escritas por Julian Lennon, excepto quando notado.

1. "Stick Around" - 3:39
2. "You Get What You Want" - 4:04
3. "Let Me Tell You" - 4:16
4. "I've Seen Your Face" - 3:27
5. "Coward Till the End?" * - 6:11 (Lennon, Clayton)
6. "This Is My Day" - 3:51
7. "You Don't Have to Tell Me" - 4:55
8. "Everyday" ** - 3:51 (Lennon, Clayton, Morales)
9. "Always Think Twice" - 3:56
10. "Want Your Body" - 3:25